# Teuge
Teuge est un village situé dans la commune néerlandaise de Voorst, dans la province de Gueldre. En 2009, le village comptait 1 288 habitants.
Teuge héberge l'aéroport de Teuge International Airport.